# Bahnhof Hon-Ibi
Der Bahnhof Hon-Ibi (jap. 本揖斐駅, Hon-Ibi-eki) war ein Bahnhof auf der japanischen Insel Honshū. Er wurde von der Bahngesellschaft Meitetsu (Nagoya Tetsudō) betrieben und befand sich in der Präfektur Gifu auf dem Gebiet der Gemeinde Ibigawa.

## Beschreibung

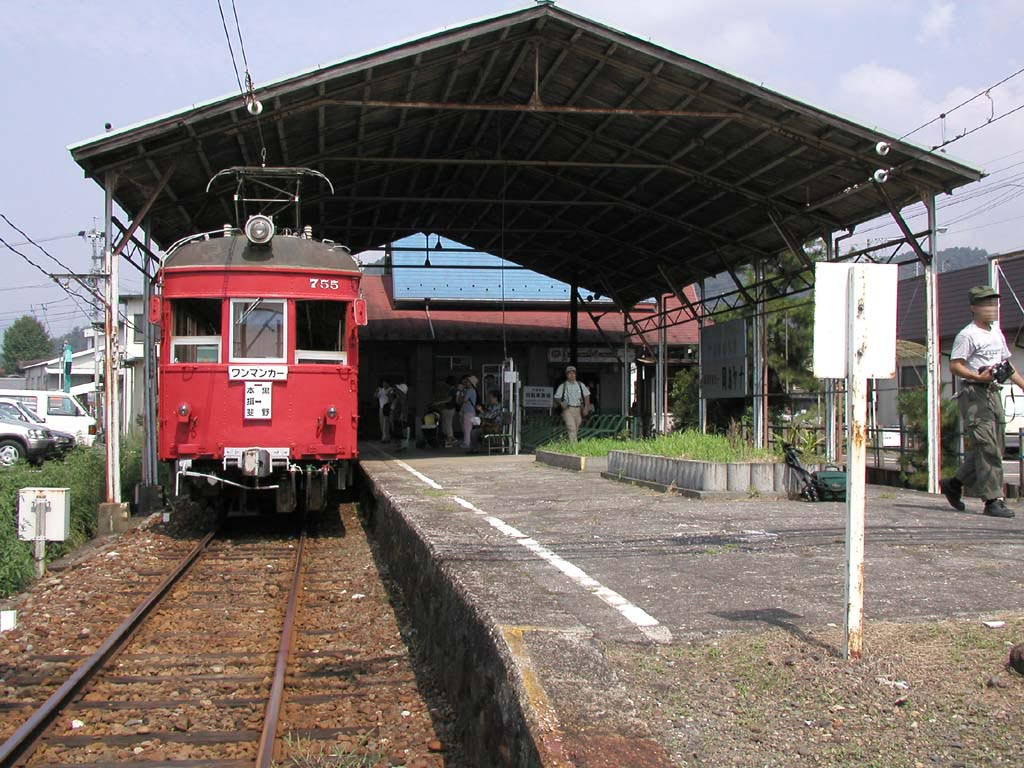
Ansicht des Bahnsteigs (2001)

Der Bahnhof stand im Zentrum des Ortsteils Miwa, etwa einen halben Kilometer vom Ufer des Flusses Ibi entfernt. Die ebenerdige, von Südosten nach Nordwesten ausgerichtete Anlage war ein Kopfbahnhof am Ende der nicht mehr existierenden Meitetsu Ibi-Linie. Er umfasste zwei Stumpfgleise an einem Mittelbahnsteig, worüber sich ein großes Satteldach spannte. An den Querbahnsteig angebaut war das aus Holz errichtete Empfangsgebäude.

## Weblinks

Bahnhofsgelände (Mai 2017)

## Geschichte
Die Bahngesellschaft Mino Denki Kidō, die Betreiberin der Straßenbahn Gifu und weiterer Bahnen im Umland der Präfekturhauptstadt, eröffnete den Bahnhof am 20. Dezember 1928, zusammen mit dem von Kurono bis hierhin führenden Abschnitt der Ibi-Linie. Damit verfügte der Hauptort des Landkreises Ibi über einen zweiten Kopfbahnhof; der erste war der im Jahr 1919 eröffnete Bahnhof Ibi am Ende der Yōrō-Linie. Die beiden Bahnhöfe waren nicht miteinander verbunden und es bestanden auch keine Pläne, eine Eisenbahnbrücke über den Fluss Ibi zu errichten.
1930 fusionierte die Mino Denki Kidō mit der Nagoya Tetsudō zur Meigi Tetsudō, diese wiederum ging 1935 in der Meitetsu auf. 1967 begann sie umsteigefreie Verbindungen von Hon-Ibi über Chūsetsu und die Straßenbahn ins Stadtzentrum Gifus anzubieten, vor allem während der Hauptverkehrszeit. Ab 1. Juni 1997 war der Bahnhof aus Rationalisierungsgründen nicht mehr mit Personal besetzt und am 1. Oktober 2001 legte die Meitetsu den westlich von Kurono gelegenen Teil der Ibi-Linie still. 2005 wurde der Bahnhof abgerissen.